# Ewa Berberyusz
Ewa Teresa Berberyusz (pseud.: BER, Ewa Ber., Halina Mirowska; ur. 19 sierpnia 1929 w Warszawie, zm. 20 września 2020 tamże) – polska dziennikarka i reportażystka, prozaik.

## Życiorys
Była córką Sylwiusza Jerzego Berberyusza – topografa i dyplomowanego oficera Wojska Polskiego oraz Gabrieli z Szulczewskich – urzędniczki. Uczyła się w Liceum Sióstr Niepokalanek w Szymanowie, następnie studiowała anglistykę na Uniwersytecie Warszawskim (1948–1952).
Pracowała w Państwowym Instytucie Wydawniczym (w latach 1952–1958), a następnie w Agencji Prasy i Informacji (API). W latach 1965–1972 zamieszczała reportaże w „Dookoła świata”, będąc też w zespole redakcyjnym pisma. Publikowała też m.in. w „Dzienniku Bałtyckim” (1963–1970), „Głosie Tygodnia” (1963–1967), „Ilustrowanym Kurierze Polskim” (1963–1968), „Kurierze Lubelskim” (1965–1971). W latach 70. XX wieku związana m.in. z warszawskim tygodnikiem „Kultura”, „Literaturą” (1977–1978) i Ekspresem Reporterów.
Od 1980 współpracowała z krakowskim „Tygodnikiem Powszechnym”. Należała do warszawskiego Klubu Inteligencji Katolickiej i NSZZ „Solidarność”. W czasie stanu wojennego i w okresie późniejszym publikowała w niezależnych wydawnictwach tzw. drugiego obiegu wydawniczego.
Od 1981 pisała dla paryskiej „Kultury” Jerzego Giedroycia, w latach 90. XX w. była stałą korespondentką miesięcznika (cykl pt.: Kartki ze skażonej strefy).
Była jedną z bohaterek dzienników i pamiętników Mirona Białoszewskiego, w których występowała jako „Berbera”.
Jej mężem był m.in. dziennikarz Zbigniew Domarańczyk (1933–2013).
Była członkinią Stowarzyszenia Pisarzy Polskich. Mieszkała w Warszawie, na Mokotowie.

## Twórczość
- Wychodne dla Ewy (powieść; Książka i Wiedza, Warszawa 1965, 1966; publikowana pierwotnie w odcinkach w „Kurierze Szczecińskim” jako Generał i ja, 1964–1965)
- Jedno z dwojga (powieść; Spółdzielnia Wydawnicza „Czytelnik”, Warszawa 1968)
- Szulerzy i jelenie (powieść; Państwowe Wydawnictwo „Iskry,” Warszawa 1968)
- Klik [w:] „Ekspres Reporterów” t. 11 (Krajowa Agencja Wydawnicza, Warszawa 1979, s. 59–106)
- Byle dalej (reportaże; Krajowa Agencja Wydawnicza, Warszawa 1981)
- Lechu (pod pseud.; II obieg wydawniczy; „Głos”, 1982; „Głos”, New York 1983)
- Papież Polaków (reportaże; Wydawnictwo Michalineum, Kraków – Warszawa 1984, ISBN 83-70-1900-0-6)
- Pierwsze wejście (reportaże; pod pseud.; II obieg wydawniczy; Niezależna Oficyna Wydawnicza, Warszawa 1984)
- Na krawędzi fali (reportaże; Wydawnictwo Calvarianum, Kalwaria Zebrzydowska 1991)
- Anders spieszony (reportaż historyczny; Aneks, Londyn 1992, ISBN 0-906601-93-2; wydanie zmienione i rozszerzone pt. Władysław Anders. Życie po Monte Cassino, Agora S.A. - Wydawnictwo „Obok”, Warszawa – Konstancin Jeziorna 2012, ISBN 978-83-268076-0-2)
- Książę z Maisons-Laffitte (biografia Jerzego Giedroycia; Wydawnictwo Marabut, Gdańsk 1995, ISBN 83-85-8931-3-X; wydanie uzupełnione: Oficyna Wydawnicza „Rytm”, Warszawa 2000, ISBN 83-87-8938-1-1)
- Ale się porąbało (wywiady; Oficyna Wydawnicza Rytm, Warszawa 2000, ISBN 83-87-8936-7-6)
- Dwóch szefów [w:] Jerzy Giedroyc. Redaktor. Polityk. Człowiek (współautorka pracy zbiorowej; zebrał, do druku przygotował i wstępem poprzedził Krzysztof Pomian; Towarzystwo Opieki nad Archiwum Instytutu Literackiego w Paryżu – Wydawnictwo Uniwersytetu Marii Curie-Skłodowskiej, Warszawa – Lublin 2001, ISBN 83-227-1783-0)
- Moja teczka (wspomnienia; Wydawnictwo Iskry, Warszawa 2006, ISBN 83-24-4000-5-2, ISBN 978-83-244000-5-8)
- Powrót taty [w:] 100/XX. Antologia polskiego reportażu XX wieku, Tom 2 1966–2000 (pod redakcją Mariusza Szczygła, Wydawnictwo Czarne, Wołowiec 2014, ISBN 978-83-7536-724-9)
- Pielgrzymka [w:] Kościół na łamach paryskiej „Kultury” 1946–2000 (współautorka pracy zbiorowej; wybór, opracowanie i posłowie: Tomasz Dostatni OP; Instytut Literacki Kultura – Instytut Książki, Paryż - Kraków 2015, ISBN 978-83-61005-34-6; seria: W kręgu paryskiej „Kultury”)

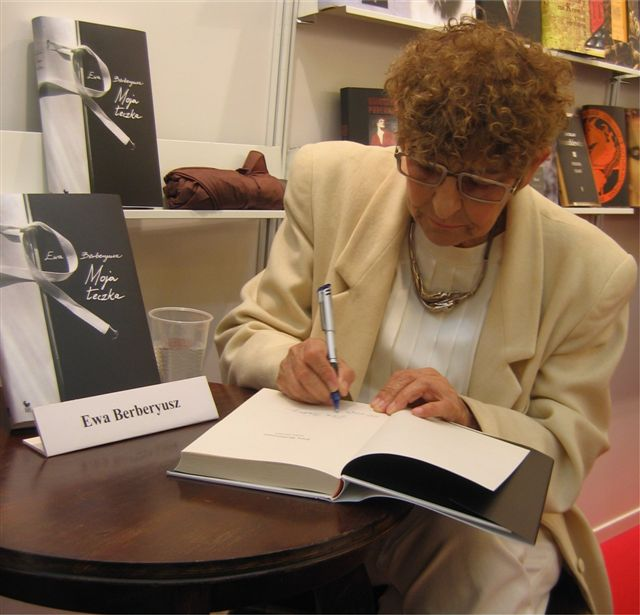
Ewa Berberyusz – Warszawa, 20 maja 2006

## Opracowania
- Olgierd Wołyński, Głos z Gułagu. Rozmowa z Ewą Berberyusz (Puls, Londyn 1988; II obieg wydawniczy – przedruki: PoMost, Warszawa 1989, Wydawnictwo Społeczne Fakt na zlecenie Łódzkiego Zespołu Oświaty Niezależnej, Łódź 1989; Aviva, 1989; wydanie pod zmienionym tytułem: Człowiek z innego świata, posłowie Andrzej Drawicz, Wydawnictwo Pokolenie, Warszawa 1989; wydanie oficjalne: Głos z Gułagu. Rozmowa z Olgierdem Wołyńskim, Młodzieżowa Agencja Wydawnicza, Warszawa 1989).

## Przekłady
- Oscar Wilde, Młody król [w:] Eseje. Opowiadania. Bajki. Poematy prozą (pod redakcją Juliusza Żuławskiego; Państwowy Instytut Wydawniczy, 1957; przeł. z ang. Ewa Berberyusz, Eres (Erazm Samborski), Maria Feldmanowa, Elżbieta Jasińska, Jadwiga Korniłowiczowa, Włodzimierz Lewik, Helena Seidel, Cecylia Wojewoda; wydanie skrócone pt. Bajki, Wydawnictwo Polskiego Towarzystwa Wydawców Książek, Warszawa 1988; Letter-Perfect International, 1993, ISBN 83-90-0584-7-2; wydanie pt. Twarz, co widziała wszystkie końce świata. Opowiadania, bajki, poematy prozą, eseje, Państwowy Instytut Wydawniczy, 2011, ISBN 978-83-060330-2-1)